# Leuchtturm Užava
Der aktive Leuchtturm Užava (lettisch Užavas bāka), auch „Backofen“ genannt, befindet sich im Bezirk Ventspils an der Ostseeküste in der historischen Region Kurland in Lettland. Er wird von den Hafenbehörden von Ventspils verwaltet.
Seit Oktober 2005 ist die gesamte Leuchtturmanlage als „Technisches Kulturdenkmal“ № 8567 eingetragen.

## Geschichte
Der erste Leuchtturm, der dem jetzigen sehr ähnlich war, wurde 1879 in Betrieb genommen. Während des Ersten Weltkriegs wurde er durch Artilleriegeschosse fast vollständig zerstört. Nach dem Krieg wurde nebenan ein provisorischer Holzturm mit auffälliger Markierung und Nebelhorn installiert. Die Wiederaufbauarbeiten am Leuchtturm wurden 1925 abgeschlossen. Er wurde im Zweiten Weltkrieg erneut leicht beschädigt.

## Eigenschaften
Der Leuchtturm befindet sich an einem abgelegenen Ort auf einer 28 Meter hohen Düne etwa 24 km südwestlich von Ventspils, die ständig von der Erosion durch den Seegang der Ostsee bedroht ist. Aus diesem Grund wurde 1910 die erste Küstenbewehrung, eine dicke Baumstammwand, errichtet, um den Standort des Leuchtturms zu sichern. Später wurde die Befestigung durch mit Kies gefüllte, geflochtene Körbe und große Felsbrocken ergänzt.
Der Leuchtturm ist ein 19 Meter hoher zylindrischer Ziegelsteinturm mit Galerie und Laterne, an den das Haus des Leuchtturmwärters angrenzt. Mit einer Brennweite von 4100 mm gibt er alle 4 Sekunden einen langen weißen Blitz ab. Die nominelle Reichweite beträgt circa 28 km.
Der Leuchtturm kann unter der Woche besichtigt werden.

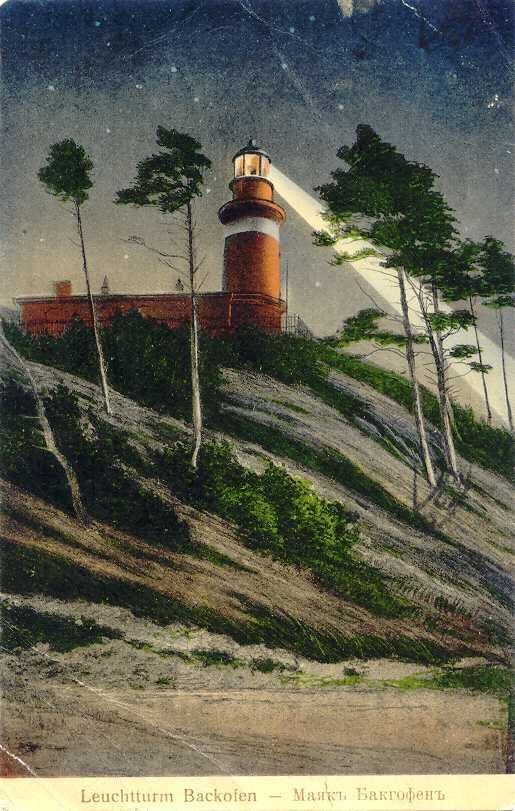
1879
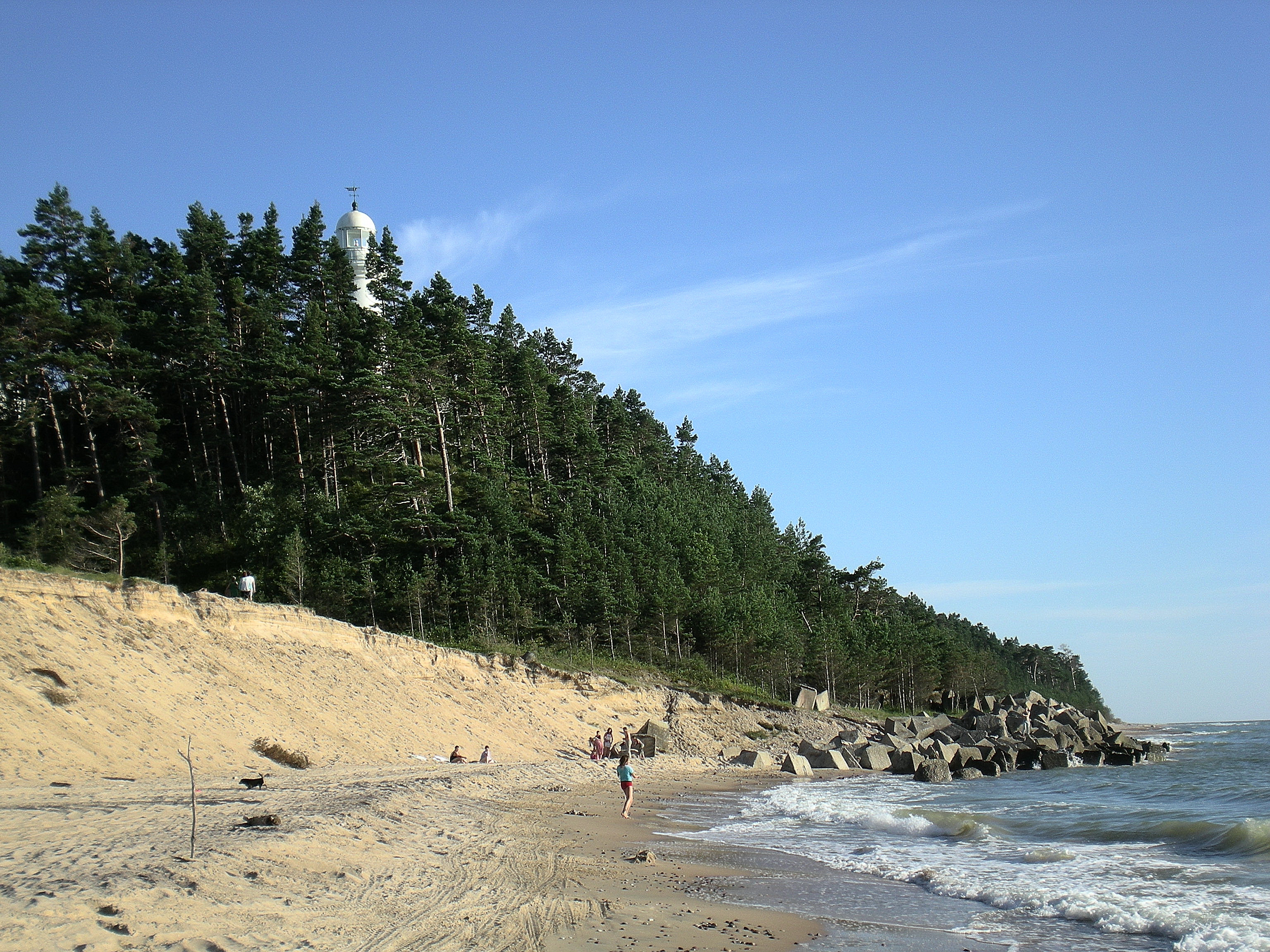
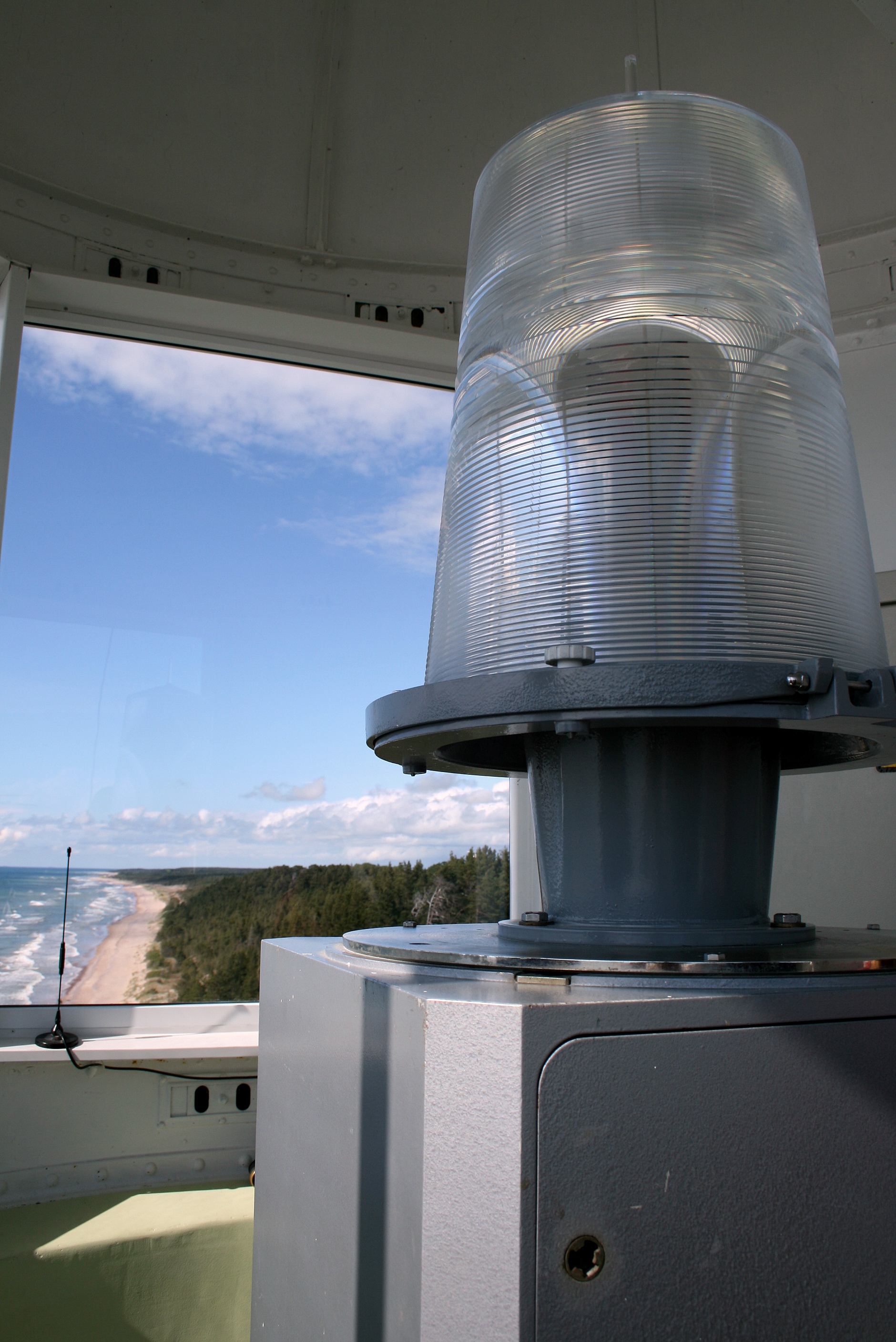